# Franciszek Sarnowski
Franciszek Sarnowski (ur. 4 października 1911 w Skajbotach k. Olsztyna, zm. 11 stycznia 1940 w Sachsenhausen) – polski nauczyciel,
działacz kulturalno-oświatowy w Niemczech, podharcmistrz.

## Życiorys
Pochodził z chłopskiej rodziny Franciszka (1870–1934) i Barbary z Krebsów (1882–1940), którzy byli aktywni w ruchu polskim na Warmii, należeli do Związku Polaków w Niemczech. Ukończył niemiecką szkołę powszechną, następnie pomagał rodzicom w prowadzeniu gospodarstwa; w 1929 rozpoczął naukę w Państwowym Seminarium Nauczycielskim w Rogoźnie, po jej ukończeniu (1934) odbył roczną praktykę pedagogiczną w Toruniu. W 1935 prowadził działalność kulturalną w rodzinnych Skajbotach (m.in. jako nauczyciel muzyki), od stycznia 1936 był nauczycielem i kierownikiem szkoły polskiej (prywatnej) w Podmoklach Wielkich k. Babimostu (ówczesna nazwa niemiecka Gross Rosenbrueck).
Na ziemi babimojskiej prowadził aktywną działalność kulturalno-oświatową. Był inicjatorem powołania chóru młodzieżowego „Lutnia”, organizował kursy sportowe, obozy i wycieczki, zaangażował się w działalność polskiego harcerstwa. Był pierwszym hufcowym drużyn skautowych Związku Harcerstwa Polskiego w Niemczech (ZHPwN) na terenie babimojsko-międzyrzeckim, w październiku 1936 otrzymał stopień podharcmistrza, opiekował się drużynami w Podmoklach Małych i Podmoklach Wielkich, był członkiem Zarządu Głównego ZHPwN i jego skarbnikiem (1937–1939).
1 września 1939 został aresztowany przez gestapo w szkole w Podmoklach Wielkich. Był więziony w Kargowej, następnie w obozie koncentracyjnym Sachsenhausen; w czasie prac budowlanych spadł z dachu i został pobity przez strażników, zmarł wkrótce wskutek odniesionych obrażeń. Został pochowany na cmentarzu w Klebarku Wielkim k. Olsztyna. 
Był żonaty z Zofią z Bijakowskich, więzioną po jego śmierci w obozie koncentracyjnym w Ravensbrück; mieli troje dzieci: Jerzego, Lecha i Annę.

## Ordery i odznaczenia
- Order Krzyża Grunwaldu III klasy (pośmiertnie, 29 maja 1946)[1]
- Złoty Krzyż Zasługi (pośmiertnie, 1959)

## Upamiętnienie
Jego imię nadano szkole w Skajbotach oraz Wiejskiemu Domowi Kultury w Podmoklach Wielkich; jest patronem jednej z ulic w Olsztynie.